# Marcelle Devilliers
Marcelle Devilliers, née Marcelle Cérésa, est une militante communiste, résistante française et déportée, née le 25 mars 1915 dans le 11e arrondissement de Paris et décédée le 9 janvier 2007, à l’âge de 91 ans, au Mans.

## Biographie

### Militante
Marcelle, Gabrielle Cérésa perd d’abord son père à la guerre, puis sa mère peu après. Toute jeune orpheline, elle est recueillie par ses grands-parents maternels au Mans (Sarthe). Elle arrive au sein d’une famille de militants. Son grand-père, Albert Ferré, est le fondateur de la fédération sarthoise du parti communiste et ainsi que l’un des fondateurs de l’Association Républicaine des Anciens Combattants (ARAC). En 1933, jeune militante, elle participe au Comité antifasciste international. Cinq ans plus tard (de 1938 à 1939) elle sera secrétaire de l'Union des femmes françaises.

### Résistance
La présence des militaires allemands arrivés le 18 juin 1940 au Mans ne la décourage pas. Elle entre, par patriotisme, dans la résistance dès l’été 1940. Elle participe aux premiers groupes d’action avec Roger Apolinaire. Avec sa machine, sur  du papier récupéré, elle tape des tracts,. Elle en diffuse d’autres, de sa production, auprès des mères de famille, pour les pousser à résister aux nazis. « Lorsqu’il y avait visite à la Goutte de lait, je passais une des dernières et je glissais les tracts dans les landaus ouverts ». Grâce à son ausweis (laisser-passer) de secouriste infirmière et sa blouse blanche, elle a le droit de circuler le soir.
Elle travaille à l’usine de fabrication de segments pour les pistons Amédée Bollée. C’est là qu’elle rencontre Bernard Devilliers, son futur mari, ouvrier ajusteur. Ils unissent leurs forces. Sous le surnom de « Gaby », elle devient agent de liaison. Elle travaille même sans le savoir à l’époque pour Marcel Paul et le Front national (Front national de lutte pour la libération et l'indépendance de la France). Marcelle Devilliers « prend le train jusqu’à Rennes avec une valise contenant des vêtements allemands ». Ils ont servi « à pénétrer dans l’arsenal de Brest pour se procurer des renseignements ». Elle obtient d’ailleurs le grade de sous-lieutenant dans les FTPF (Francs-tireurs et partisans français). Son mari Bernard Devilliers devient, quant à lui, capitaine et responsable régional des FFI-FTPF.

### Déportation
Elle est arrêtée par la police le 21 janvier 1944 avec son mari à leur domicile au Mans.
Après quelques jours passés en prison au Vert Galant au Mans, elle est transférée à Romainville puis déportée au camp de Ravensbrück le 13 mai 1944. Elle est ensuite expédiée au camp de Zwodau dans la région des Sudètes.
Elle sera libérée par les Américains le 7 mai 1945. Elle arrivera au Mans le 19 mai 1945 et y retrouvera sa famille.

### Témoignage et devoir de mémoire
Jusqu’à sa mort, Marcelle Cérésa intervient auprès des élèves de collèges et lycées sarthois afin de les informer et de préserver le présent et le futur des erreurs passées. Ainsi, à toutes ses interventions, elle amène son uniforme rayé de déportée afin de les rendre plus réalistes.

## Reconnaissance
- Officier de la Légion d'honneur en 1964 (décret du 28 mai 1964, publié au journal officiel du 2 juin 1964, pris sur rapport du ministre de la défense) ; chevalier en 1962 en qualité de sous-lieutenant des Forces Françaises de l'intérieur, déportée résistante (décret du 6 novembre 1962, publié au journal officiel du 13 novembre 1962, pris sur rapport du ministre de la défense)[11]

- Depuis le 25 octobre 2007, dans le quartier de l’université de la ville du Mans, une rue « Marcelle et Bernard Devilliers » honore leurs mémoires.